# سیارک ۱۳۰۴۵
سیارک ۱۳۰۴۵ (به انگلیسی: 13045 Vermandere، نامگذاری:1990QP8) سیزده هزار و چهل و پنجمین سیارک کشف شده‌است که در ۱۶ اوت ۱۹۹۰ کشف شد.
قدر مطلق سیارک برابر ۱۷.۰ است.